# Anenthemonae
Anenthemonae Rodríguez & Daly, 2014 è un sottordine di esacoralli dell'ordine
Actiniaria.
Il nome deriva dal greco antico, con il prefisso privativo “an-” e “Enthe” che significa “gruppo”, seguito dalla parola anemone.

## Descrizione
Le Anenthemonae hanno un disco pedale piatto e senza muscolatura basilare. Il corpo è liscio, con batterie di nematocisti e senza muscolatura ectodermica longitudinale. I tentacoli appaiono semplici, retrattili in certi casi e usualmente disposti in successione alternata o in cicli relativi alla disposizione mesenteriale. Il muscolo sfintere marginale è di solito assente, e se presente è debole e mesogloideo. I muscoli retrattori hanno forma variabile, da diffusa a circoscritta. Il disco orale è di solito circolare, ma a volte viene tirato fuori in lobi di aspetto variabile.
Le Anenthemonae includono delle actinie con una disposizione dei mesenteri unica, nelle Edwardsiidae e la attinie precedentemente classificate nel sottordine Endocoelantheae. In esse, non sono disposti nella tipica appaiata, come ad esempio nelle Corallimorpharia e le Scleractinia e si discosta dalla comune disposizione esacoralliana a coppia e la suddivisione maggiore all'interno del sottordine Anenthemonae corrisponde anche alla disposizione dei mesenteri.

## Tassonomia
Il sottordine comprende le seguenti superfamiglie:
- superfamiglia Actinernoidea Stephenson, 1922
  - famiglia Actinernidae Stephenson, 1922
  - famiglia Halcuriidae Carlgren, 1918
- superfamiglia Edwardsioidea Andres, 1881
  - famiglia Edwardsiidae Andres, 1881